# 费立
費立（?—?），益州犍為郡南安縣（今四川省樂山市）人，中国三国時代末期人物，蜀漢、西晋官員，費詩之子。
費立在蜀漢滅亡後，被乡里诽谤，评议了十多年。何攀明辨曲直，洗刷了他的冤屈。在西晋費立被举荐为孝廉，担任王国中尉。后出任成都县令，有政績。被征入担任州里的大中正。后转任巴西郡太守，不就。转任梁益宁三州都督，兼尚书。官至散騎常侍，封关内侯。
永嘉元年（307年），漢國刘渊派石勒等屡破晋军。永嘉五年（311年），刘渊之子刘聪派遣石勒、王弥、刘曜等率军攻晋，攻入京师洛阳，俘获晉怀帝，费立与其子一同被杀。西晋以降，犍為郡費姓人物名声、官位，多是費詩、費立父子后裔。